# Matka Boża Katyńska

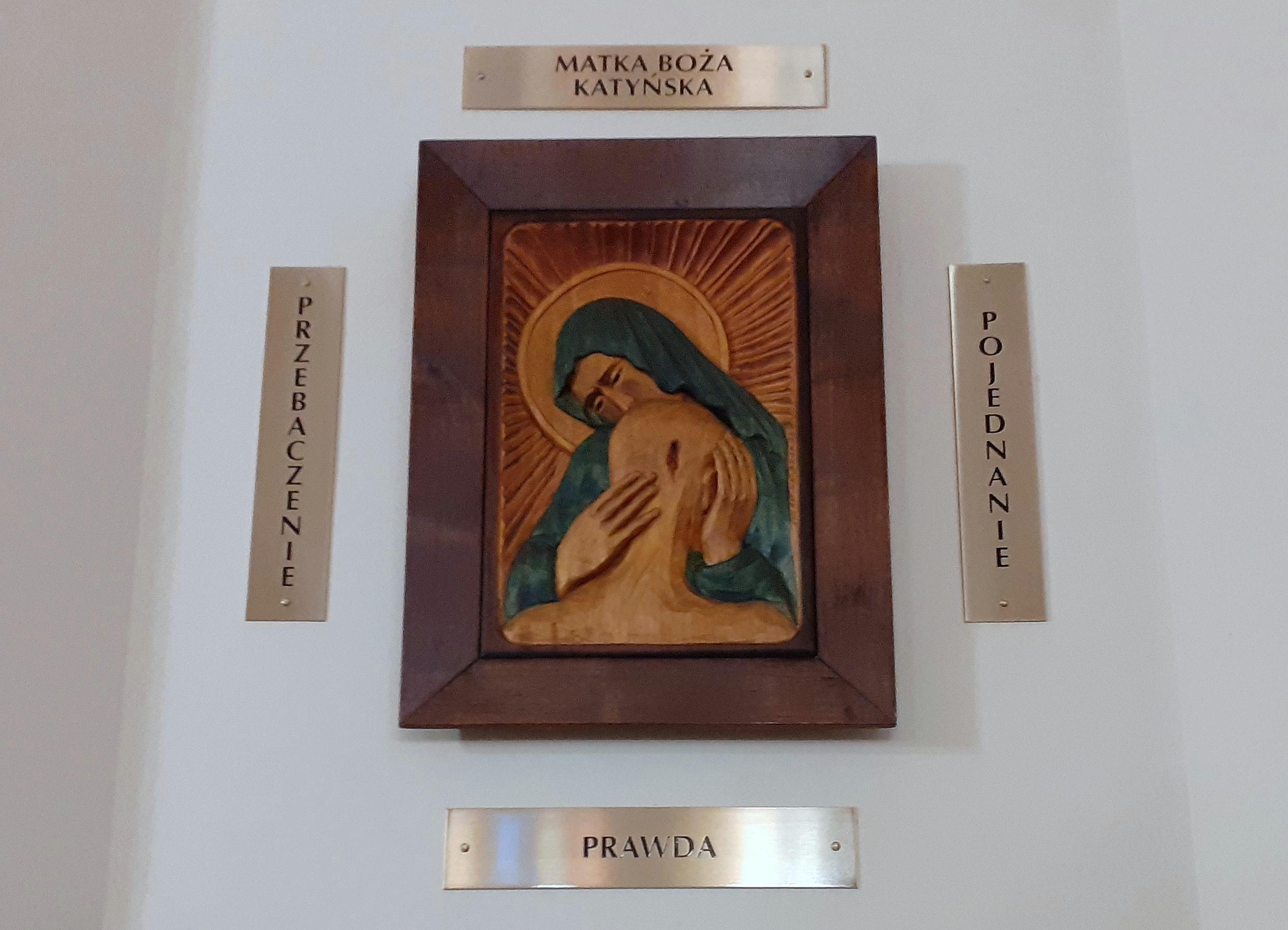
Pierwotny obraz Matki Bożej Katyńskiej autorstwa Stanisława Bałosa, od 2021 eksponowany w kościele Chrystusa Króla w Sanoku

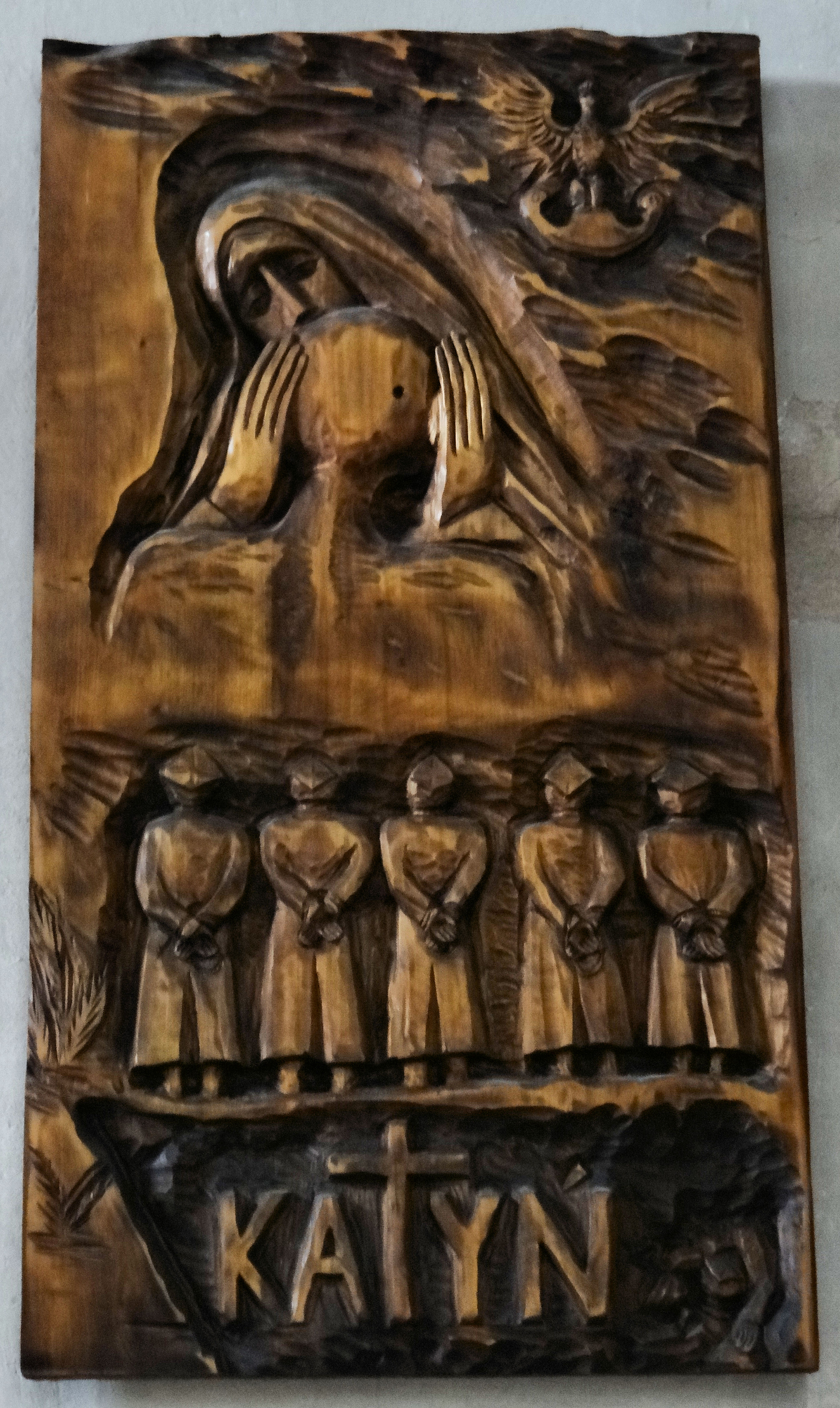
Matka Boża Katyńska przedstawiona na tablicy w kościele Matki Bożej Łaskawej i św. Wojciecha w Łowiczu

Matka Boża Katyńska (wzgl. Matka Boska Katyńska) – grafika przedstawiająca Matkę Bożą tulącą nagie zwłoki żołnierza zamordowanego strzałem w tył głowy.

## Historia pierwowzoru
Pierwotnie artystka Anna Danuta Staszewska (1920-1995) wykonała prace artystyczne: obraz Pietà I (1968, Dziewica z czaszką ludzką o przestrzelonej potylicy w dłoniach, w oparciu o Matkę Bożą Wileńską), potem Pietà II (w oparciu o Matkę Bożą Jasnogórską, trzymającą głowę mężczyzny z dziurą po strzale w tył głowy) oraz finalnie stworzony na podstawie Piety II czarno-biały linoryt, określany jako Matka Boża Katyńska (1972; według innej wersji 1968). Dzieło przedstawia Matkę Boską tulącą przestrzeloną czaszkę, symbolizującą ofiary zbrodni katyńskiej. Przez lata autorka, prywatnie żona działacza komunistycznego Stefana Staszewskiego, ukrywała swoją pracę. W trakcie pielgrzymki Klubu Inteligencji Katolickiej do Watykanu w 1980 autorka zdołała przekazać linoryt na ręce papieża Jana Pawła II.
Poznawszy to dzieło były jeniec obozu w Kozielsku z lat 1939-1940 ks. prałat Zdzisław Peszkowski – kapelan Rodzin Katyńskich) zlecił na jego podstawie wykonanie obrazu Stanisławowi Bałosowi, który wykonał drzeworyt (na odwrocie obrazu widnieje rok 1989; według innej wersji w 1984). Ta polichromowana płaskorzeźba była używana we wszystkich ważnych uroczystościach upamiętniających ofiary zbrodni katyńskiej. Według kolportowanych informacji miała się znajdować na pokładzie rządowego samolotu Tu-154M i ulec zniszczeniu w katastrofie polskiego Tu-154 w Smoleńsku w dniu 10 kwietnia 2010. Później jednak okazało się, iż z niewiadomych przyczyn opiekująca się obrazem Teresa Walewska-Przyjałkowska nie zabrała go ze sobą w podróż do Smoleńska. 
Tenże obraz 24 sierpnia 2021 został uroczyście ofiarowany przez Fundację „Golgota Wschodu” do kościoła Chrystusa Króla w Sanoku w rodzinnym mieście ks. Peszkowskiego.

## Inne wizerunki znane jakoMatka Boża Katyńska

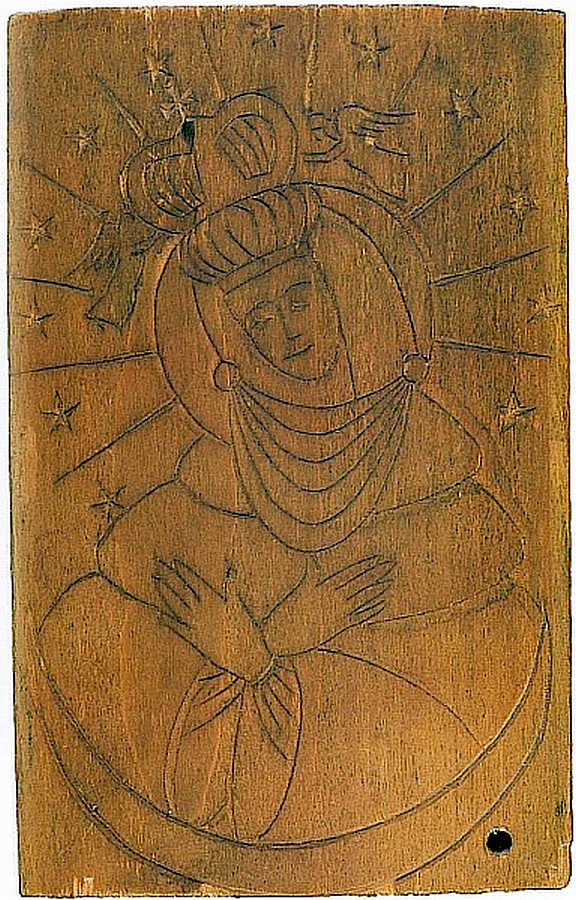
Matka Boska Kozielska Henryka Gorzechowskiego

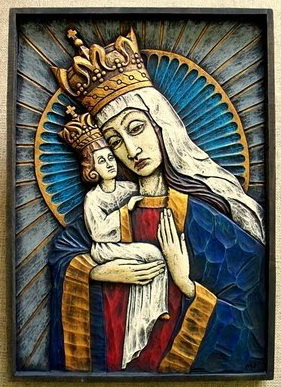
Matka Boża Kozielska Zwycięska wedle Tadeusza Zielińskiego

Parę wizerunków Matki Boskiej powstało w obozie jenieckim w Kozielsku, gdzie przebywali polscy oficerowie zamordowani przez NKWD w Katyniu. Znane są one jako Matka Boska Kozielska lub jako Matka Boża Katyńska.
Jednym jest wizerunek Matki Boskiej Ostrobramskiej wycięty konturowo na sosnowej desce o wymiarach 13,5 na 8,5 cm przez por. Henryka Gorzechowskiego w obozie jenieckim w Kozielsku. 
Niektórzy autorzy podają fakt istnienia dwóch obrazów Matki Bożej Kozielskiej, wykonanych na deskach ze starego ikonostasu według tego samego szkicu Mikołaja Arciszewskiego przez por. Michała Siemiradzkiego, w technice olejnej, i przez por. Tadeusza Zielińskiego, jako płaskorzeźby. Obraz miał być inspirowany odkrytą przez jednego z jeńców, kpt. Władysława Charkiewicza, na murze prawosławnej Pustelni Optyńskiej resztką fresku przedstawiającego Matkę Bożą Żyrowicką oraz obrazem Matki Bożej Ostrobramskiej.

## Miejsca czci Matki Boskiej Katyńskiej
- Kościół św. Agnieszki w Krakowie
- Parafia Najświętszego Serca Pana Jezusa w Opatówku